# La Macarena (ort)
La Macarena är en ort i Colombia.   Den ligger i departementet Meta, i den centrala delen av landet, 270 km söder om huvudstaden Bogotá. La Macarena ligger 229 meter över havet och antalet invånare är 3 466.
Terrängen runt La Macarena är platt åt sydost, men åt nordväst är den kuperad.  Trakten runt La Macarena är nära nog obefolkad, med mindre än två invånare per kvadratkilometer. Det finns inga andra samhällen i närheten. Omgivningarna runt La Macarena är en mosaik av jordbruksmark och naturlig växtlighet.